# Erebia schultzi
Erebia schultzi är en fjärilsart som beskrevs av Embrik Strand 1902. Erebia schultzi ingår i släktet Erebia och familjen praktfjärilar. Inga underarter finns listade i Catalogue of Life.